# Стычкин, Евгений Алексеевич
Евге́ний Алексе́евич Сты́чкин (род. 10 июня 1974, Москва) — российский актёр театра, кино, озвучивания и дубляжа, режиссёр театра и кино, телеведущий.

## Биография
Евгений Стычкин родился 10 июня 1974 года в Москве. Окончил английскую спецшколу № 30 (№ 1276). Учился во ВГИКе (курс А. Б. Джигарханяна, А. Л. Филозова). С 1994 года — артист театра клоунады Терезы Дуровой.
С 1995 года — актёр Театра Луны. Играл в спектаклях «Предложение» (Школа современной пьесы, реж. И. Райхельгауз), «Страх и отчаяние Третьего Рейха» (Театр «Вишнёвый сад», реж. А. Вилькин), «Машенька» (Театральная компания Сергея Виноградова, реж. С. Виноградов), «Чарли Ча» (Театр Луны, реж, С. Проханов, премия «Чайка» в номинации «Прорыв-2000» за главную роль), «Фауст» (Театр Луны, реж. Ф. Гойфман) и других.
На данный момент сотрудничает с театральной компанией С. Виноградова, Театром им. Моссовета, Театром «Школа современной пьесы», театром имени Евг. Вахтангова.

## Семья и личная жизнь
- Дед — геофизик-сейсморазведчик, Лев Александрович Рябинкин.
- Отец — переводчик-синхронист Алексей Стычкин. Мать — балерина, бывшая солистка Большого театра Ксения Рябинкина. Тётя — балерина Елена Рябинкина.
- Крёстным был актёр Анатолий Ромашин.
- Во время учёбы встречался с однокурсницей Юлией Жемчуговой.
  - Дочь Соня (род. 1995)[1]
- Первая жена с 2000 г. по 2009 г. — пианистка Екатерина Сканави (дочь кинокритика Нины Зархи[2] и пианиста Владимира Сканави). Вышла замуж второй раз за немецкого виолончелиста Клаудио Бохоркеса[3].
  - Сын Алексей (род. 2001)
  - Сын Лев (род. 2002)
  - Дочь Александра (род. 2004)
- Вторая жена (с 2012 года)[4] — актриса Ольга Сутулова. Роман начался на съёмках фильма «Контракт на любовь». С 2007 года актёр жил на две семьи, позже оформив развод с Екатериной[5].
  - Сын Михаил (род. 13.10.2020)[6][7]
  - Сын Яков (род. 1.06.2022)[8]

## Творчество

### Роли в театре
Московский театр «Школа современной пьесы»
- 1995 — Иван Васильевич Ломов — «А чой-то ты во фраке?», мюзикл Д. Сухарева, C. Никитина по пьесе «Предложение» А. П. Чехова. Реж. И. Райхельгауз[9]

Московский театральный центр «Вишнёвый сад»
- 1995 — Гитлер — «Страх и отчаяние Третьего Рейха» Б.Брехта. Реж. А. Вилькин

Театр Луны
- 1996 — «Фанта-Инфанта», по пьесе С.Проханова. Режиссёр: Сергей Проханов — Блекстар[10]
- 1998 — «Таис Сияющая», по пьесе Сергея Проханова. Режиссёр: Сергей Проханов — Мелий
- 2000 — «Чарли Ча», по пьесе Сергея Проханова. Режиссёр: Сергей Проханов — Чаплин / премия «Чайка»
- 2000 — «Фауст» В. Койфмана, Т.Лина. Режиссёр: Владимир Койфман[11]

Театр эстрады
- 2003 — «Резиновый принц» по роману «Фаллоимитатор» Олега Богаева. Режиссёр: Нина Чусова

Театральная компания Сергея Виноградова
- 2003 — «Машенька» Владимира Набокова. Режиссёр: Сергей Виноградов — Ганин

Театр имени Моссовета
- 2003 — «Король Лир» Шекспира. Режиссёр: Павел Хомский — Шут[12]

Государственный академический театр им. Е. Вахтангова
- 2005 — «Дон Жуан и Сганарель» Мольера. Режиссёр: Владимир Мирзоев — Сганарель[13][14]

Комический театр Квартет И
- 2005 — «ПроЯвления любви» Ксении Драгунской. Режиссёр: Ольга Субботина — Лёша[15]
- 2006 — Д. Хармс. «Элизавета Бам. Я никого не убивала», реж. Фёдор Павлов-Андреевич, — Элизавета Бам / Театр Наркомфин — пресса
- 2008, 16 августа — «Амадей», театрально-музыкально-пластический проект, по мотивам маленькой трагедии «Моцарт и Сальери» А. С. Пушкина и произведений В. А. Моцарта и А.Сальери, реж. А.Сигалова, — Моцарт / Ярославль, фестиваль «Преображение», Городской выставочный центр «Старый город»
- 2008 — Т.Стоппард, режиссёр П.Сафонов, — Розенкранц / Другой театр — пресса
- 2009 — И.Симонов. «Девушка и революционер», реж. Владимир Агеев, — Иосиф Сталин / Театр «Практика» — пресса

«Другой театр»
- 2010 — «Ближе» по мотивам пьесы Патрика Марбера. Режиссёр: Владимир Агеев[16]
- «Розенкранц и Гильденстерн мертвы» по пьесе Тома Стоппарда
- «Проявления любви» по пьесе Ксении Драгунской при участии Ольги Субботиной

Театральная компания «Свободная сцена»
- «Старший сын» — Сильва, по пьесе Александра Вампилова, режиссёр Павел Сафонов.

Театр на Малой Бронной
- 2019 — «Норма» по мотивам романа Владимира Сорокина, режиссёр Максим Диденко — Некто, Следователь, Отец

Театр наций
- 2020 — «Левша» по мотивам повести Николая Лескова, режиссёр Максим Диденко — Левша

### Пресса
- Критик Алиса Никольская, «Культура», 2000:

«Роль великого „Ча“ досталась Е. Стычкину. И эта работа, наверное, — самое серьёзное из того, что на сегодняшний день сыграно молодым актёром. Стычкин не стремится создать образ реального Чаплина — он придумывает своего собственного. Даже портретный грим здесь — некий опознавательный знак, а не попытка достоверного облика Чарли. Чаплин Стычкина молод, горяч, непоседлив, обаятелен — и вместе с тем трагичен. Он торопится жить, словно зная, что смерть дышит ему в затылок, и старается испытать и познать как можно больше. Но жизнь оказывается хитрее, и радости Чарли всё чаще превращаются в печали, всеобщее восхищение его талантом оборачивается насмешкой, а на первый план выходит его бесконечное одиночество. Старая, как мир, истина „Ты нужен всем, пока ты благополучен“ становится своего рода приговором для гениального человека, потерявшего почву под ногами. Стычкину удалось прочувствовать актёрскую специфику немого кино: он мастерски передаёт переживания своего Чарли лишь глазами, жестом, позой. Глядя на пантомимические эпизоды в спектакле (а их довольно много, и они порой даже ярче и выразительнее разговорных), думаешь: этому артисту — хоть сейчас в немое кино».

### Роли в кино и телесериалах
1. 1993 — Пчёлка — Андрей «Малыш»
2. 1993 — Трам-тарарам, или Бухты-барахты — Санька
3. 1994 — Хаги-Траггер — Костик
4. 1995 — Русский проект (серия № 7 «Ставьте перед собой реальные цели») — студент с крысой
5. 1996 — Старые песни о главном 2 — хулиган-стиляга (нет в титрах)
6. 1997 — Графиня де Монсоро — Орвиль
7. 1997 — Любить по-русски 2 — следователь, допрашивающий Курлыгина
8. 1998 — Ретро втроём — помощник Кости по установке антенн
9. 1998 — День полнолуния — Александр Сергеевич Пушкин
10. 1999 — Небо в алмазах — дознаватель
11. 2001 — Самозванцы — Митя Панин
12. 2001 — Обнажённая натура — Арнольд
13. 2001 — Эмигрантка или Борода в очках и бородавочник — Виктор
14. 2002 — Апрель — Пётр Апрель, вор, бывший детдомовец
15. 2002 — Брак по расчёту — Глеб
16. 2002 — Невозможные зелёные глаза — Александр Литвинов
17. 2003 — А поутру они проснулись — «Очкарик» (Михаил Александрович)
18. 2003 — Ангел на дорогах — Юра Збруев
19. 2003 — Антикиллер 2: Антитеррор — боец спецназа
20. 2003 — Ищу невесту без приданого — Володя, врач-терапевт; сосед Веры
21. 2004 — Операция «Эники-Беники» — Петрунькин
22. 2004 — Даже не думай 2: Тень независимости — плакса Раймик
23. 2004 — Слова и музыка — Миша Егоров, молодой рок-певец, друг Жени
24. 2004 — Холостяки — Толя Тетерин
25. 2005 — Греческие каникулы — Павел
26. 2005 — От 180 и выше — Костик
27. 2005 — Парижская любовь Кости Гуманкова — друг народов
28. 2005 — Присяжный поверенный — Алексей художник
29. 2005 — Случайный взгляд (короткометражный фильм)
30. 2005 — Счастье ты моё — Николай II
31. 2006 — Бесы — Пётр Верховенский
32. 2006 — День денег — Парфён
33. 2006 — В круге первом — Прянчиков
34. 2006 — Золотой телёнок — Полыхаев, начальник «Геркулеса»
35. 2006 — Бункер, или Учёные под землёй — Логов
36. 2006 — Флэш.ка — Игорь Котик, системный администратор компании
37. 2006 — Пушкин. Последняя дуэль — Михаил Юрьевич Лермонтов, русский поэт и прозаик
38. 2006 — Лермонтов. Последняя дуэль (не был завершён) — Лермонтов
39. 2007 — Любовь-морковь — Карло
40. 2007 — Ленинград — Капица
41. 2007 — Ночные сёстры — татарин
42. 2007 — Одна любовь души моей — эпизод
43. 2007 — Один в новогоднюю ночь — Шурик
44. 2007 — Контракт на любовь — Сергей
45. 2007 — Ка-де-бо (не был завершён)
46. 2007 — День выборов — певец из квартета «Стоматологи»
47. 2008 — Мустанг (не был завершён)
48. 2008 — Господа офицеры: Спасти императора — Владислав Красовский, главарь банды
49. 2008 — Самый лучший вечер — Олег Петрович Кошкин, капитан милиции, следователь Московского уголовного розыска (МУРа)
50. 2008 — Таинственный остров — Максим
51. 2008 — Ясновидящая — Игнат
52. 2009 — Кошечка (новелла «Кошечка, или От автора») — Павлик, неизвестный писатель
53. 2009 — Палата № 6 — Евгений Хоботов, молодой доктор
54. 2009 — Случайная запись — Игорь Михайлович Никитин, журналист
55. 2010 — Не надо печалиться — Женя Тюха
56. 2010 — Москва, я люблю тебя! (киноальманах) — Он (новелла «Он и Она»)
57. 2010 — Мы смотрели телевизор... (короткометражка) — Миша
58. 2010 — Утомлённые солнцем 2: Предстояние — старший лейтенант, сапёр, штрафник
59. 2010 — Про любоff — Костя
60. 2011 — Осторожно, любовь! / Lovemakers — Максим
61. 2011 — Счастливы вместе — Андрей Николаевич, доктор
62. 2012 — Белая гвардия — Фёдор Степанов («Карась»), подпоручик артиллерии
63. 2012 — Бог любит чёрную икру — Иван
64. 2012 — Самоубийцы — Анатолий
65. 2012 — Поединки — Владимир Борисович Барковский
66. 2012 — Пираты Эгейского моря / O Theos agapaei to haviari — Иван, слуга Варкависа
67. 2012 — Золото Глории — Андрей
68. 2012 — Восьмидесятые — Андрей Андреевич Никифоров, сотрудник КГБ
69. 2012 — Соловей-разбойник — Александр Константинович Володарский («Дебет»), бандит
70. 2012 — Откровения. Реванш — телерепортёр, снимающий репортаж к годовщине крушения самолёта на месте катастрофы
71. 2013 — Диалоги
72. 2013 — Былое и Дума (документальный) — Владимир Жириновский
73. 2013 — Кукушечка
74. 2013 — Саранча — Пацыфик
75. 2013 — Параллельные миры — Лёха
76. 2014 — Разрывая замкнутый круг / Tyghyryqtan zhol tapqan — Игорь
77. 2014 — Тайный город 2 — эпизод (нет в титрах)
78. 2014 — Чернобыль. Зона отчуждения (телесериал) — Сергей Костенко, капитан КГБ СССР (1986), сотрудник частной охранной компании (2013)
79. 2014 — Питер-Москва — Дмитрий Новодворцев
80. 2015 — Фарца — Максим Алексеевич Понтонов («Понт»), фотограф, криминальный авторитет
81. 2015 — Измены — Юра, муж Даши, бизнесмен
82. 2015 — Обратная сторона Луны 2 — Альберт Петрович, олигарх из телефильма
83. 2016 — Максимальный удар — Андрей Дуров
84. 2016 — Пятница — Илья
85. 2016 — Охота на дьявола — Глеб Иванович Бокий
86. 2016 — Клад — «Вареник», клоун
87. 2016 — Игра. Реванш — Сергей Андреевич Грачёв, глава крупной нефтяной компании
88. 2017 — Гоголь. Начало — Александр Христофорович Бинх, глава полицейского управления
89. 2017 — Хождение по мукам — Нестор Махно, атаман
90. 2017 — Троцкий — Владимир Ильич Ленин
91. 2017 — Чернобыль. Зона отчуждения 2 (телесериал) — Сергей Костенко, капитан КГБ СССР (1986), генерал-майор юстиции ФСБ России, старший следователь по особо важным делам (2013)
92. 2017 — Лачуга должника — Виктор Темников
93. 2017 — Рок — Константин
94. 2018 — За гранью реальности — Тони
95. 2018 — Проклятие спящих — Павел Юрьевич Воронов, бизнесмен и коллекционер
96. 2018 — Гоголь. Вий — Александр Христофорович Бинх, глава полицейского управления
97. 2018 — Клубаре — Артур, успешный клубный промоутер
98. 2018 — Гоголь. Страшная месть — Александр Христофорович Бинх, глава полицейского управления
99. 2018 — На Париж — Михаил Стержнёв, капитан фронтовой разведки
100. 2019 — Beholder (короткометражный) — управдом
101. 2019 — Гоголь — Александр Христофорович Бинх, глава полицейского управления
102. 2019 — Мылодрама — Евгений Стычкин (камео)
103. 2019 — Чернобыль. Зона отчуждения — Сергей Костенко, капитан КГБ СССР (1986), генерал-лейтенант юстиции ФСБ России, старший следователь по особо важным делам при Директоре ФСБ России (2019)
104. 2019 — Небо измеряется милями — Михаил Леонтьевич Миль, советский конструктор вертолётов и учёный
105. 2019 — Бехолдер. Официальный фильм (короткометражка) — управдом
106. 2019 — Интервью — Владимир Ильич Ленин
107. 2019 — Чернобыль. Зона отчуждения. Финал — Сергей Костенко
108. 2020 — Беезумие  — Евгений
109. 2020 — (Не)случайные истории — Михаил Викторович
110. 2020 — Просто представь, что мы знаем  — Евгений Малышев
111. 2020 — Золотое кольцо — Антон
112. 2021 — Мажор. Фильм  — Влад
113. 2021 — Алиби — Пётр Решетников
114. 2021 — Вне себя — Дмитрий Николаевич Озерецкий, инвестиционный эксперт
115. 2022 — Нулевой пациент —  Игорь Карахан, журналист
116. 2023 — Фандорин. Азазель — Дмитрий Орлов, новый премьер-министр
117. 2023 — Хитровка. Знак четырёх — жандармский ротмистр Руднев
118. 2023 — Цикады — Роман Алексеев, отец Антона
119. 2024 — Игры — Энтони Плейн, журналист из Великобритании
120. 2024 — Чёрный замок — Лыгановский
121. 2025 — Этерна — Енниоль

### Телеспектакли
1. 2001 — Набоков, Машенька — Ганин
2. 2004 — Медная бабушка — Лев Пушкин
3. 2006 — Король Лир — шут
4. 2010 — Башмачкин — Башмачкин

### Дубляж[18]
- 2006 — Победитель — бейсбольный мяч Скрюи
- 2006 — Русская версия фильма П. Гринуэя «Чемоданы Тульса Люпера» — Тульс Люпер
- 2007 — Новые приключения Золушки — Рик
- 2007 — Ноев ковчег — принц Сиро
- 2008 — Хитрюга Джек 3D — Ягуар
- 2009 — Битва за планету Терра — Джим
- 2009 — Миссия Дарвина — Харли
- 2009 — Папе снова 17 — Майк О’Доннелл (Зак Эфрон)
- 2009 — Катись! — Оливер (Лэндон Пигг)
- 2010 — Дориан Грей — Дориан Грей (Бен Барнс)
- 2013 — Побег с планеты Земля — Гери Супернова[19]

### Озвучивание
- 2008 — Изобретатели — Улётов
- 2009 — День рождения Алисы — профессор Рррр
- 2015 — Крепость: Щитом и мечом — король Сигизмунд Третий
- 2016 — Коллектор (фильм) — Лев

### Режиссёрские работы в кино
- 2021 — Контакт
- 2022 — Нулевой пациент (совместно с Сергеем Трофимовым)
- 2023 — Цикады
- 2024 — Игры[20]

### Реклама
В 1997 году снялся в рекламе чистящего средства Comet. Снимался в рекламе батончика Nuts. В 2016 году снялся в рекламе МегаФон.

### ТВ
В 1994 году вёл на РТР передачу-телевикторину «Соник-суперёжик» про игры для приставок фирмы Sega: Mega Drive и Master System.
Был ведущим передачи «Пойми меня» на НТВ в 1998—1999 годах.
Вёл программу «Мультазбука» на ОРТ в 1999—2000 годах под псевдонимом Тимофей Мультяхин.
Был ведущим передачи «Алло, гараж!», выходившей на украинском Новом канале в 2006—2008 годах.
В 2011 году в цикле фильмов «Поединки» «Первого канала» при содействии СВР с серии «Поединки. Похищение бомбы» исполнил роль легендарного советского разведчика Владимира Барковского.

## Признание и награды
- Лауреат премии «Чайка» в номинации «Прорыв»—2000 за роль Чаплина в спектакле «Чарли Ча» (2000)
- Приз за лучшую мужскую роль на КФ «Виват кино России!» в Санкт-Петербурге (2002, фильм «Апрель»)
- Лауреат премии «Beauty Cinema Awards» в номинации «Тор-характер» (2010)[23]